# Bayerische Versicherungsbank
 (août 2025).
Si vous disposez d'ouvrages ou d'articles de référence ou si vous connaissez des sites web de qualité traitant du thème abordé ici, merci de compléter l'article en donnant les références utiles à sa vérifiabilité et en les liant à la section « Notes et références ».
La Bayerische Versicherungsbank était une compagnie d'assurance allemande fondée en 1906 et basée à Munich. Elle opérait comme une filiale de la Bayerische Hypotheken- und Wechsel-Bank, une institution financière établie en 1834 également à Munich.

## Histoire
L'histoire de la Bayerische Versicherungsbank est étroitement liée à celle de la finance et de l'assurance en Allemagne au début du XXe siècle,. En tant que filiale de la Bayerische Hypotheken- und Wechsel-Bank, elle a contribué au développement du secteur des assurances dans le pays.
En 1929, à la suite de la faillite de la Favag (Frankfurter Allgemeine Versicherungs AG), un tournant majeur s'est produit dans l'histoire de la Bayerische Versicherungsbank. Cette période de turbulence financière a conduit à la fusion de la Bayerische Versicherungsbank avec Allianz, un autre géant de l'assurance allemand créé en 1890 à Berlin. Cette fusion a marqué la fin de la Bayerische Versicherungsbank en tant qu'entité distincte, intégrant ses actifs au sein du groupe Allianz.

## Impact et postérité
Bien que la Bayerische Versicherungsbank ait cessé d'exister en tant que telle, son intégration à Allianz a joué un rôle dans l'expansion et la consolidation du marché de l'assurance en Allemagne. La fusion est devenue un exemple notable de la consolidation du secteur financier allemand dans l'entre-deux-guerres.